# Haikouella
Haikouella je vyhynulý primitivní strunatec ze spodního kambria (před 530 miliony lety). Byl nalezen v Chaj-kchou u Kchun-mingu v Číně. Zřejmě měl již srdce, dorzální a ventrální aortu, neurální trubici a mozek, ale veškeré interpretace měkkých orgánů u takto starých fosilií jsou velice komplikované. Nicméně uvedené znaky by ho řadily mezi obratlovce. Haikouella byla nalezena již nejméně v 300 jedincích (stav k r. 2002).